# Metacrangonyx samanensis
Metacrangonyx samanensis is een vlokreeftensoort uit de familie van de Metacrangonyctidae. De wetenschappelijke naam van de soort is voor het eerst geldig gepubliceerd in 2001 door Jaume & Christensen.